# Hans Skoog
Hans Skoog är en svensk låtskrivare bosatt i Bromma, Stockholm.

## Låtar skrivna av Hans Skoog
- Det finns en sol, skriven tillsammans med Martin Klaman, framförd av Kikki Danielsson 1989 på albumet Canzone d'amore
- En enda gång, skriven tillsammans med Martin Klaman, Kikki Danielssons bidrag till den svenska Melodifestivalen 1992 samt av Kikki Danielsson & Roosarna på albumet En enda gång 1992
- Ge mig din hand, skriven tillsammans med Martin Klaman, Richard Carlsohns bidrag till den svenska Melodifestivalen 1993
- Jag önskar dig allt gott på Jorden, skriven tillsammans med Martin Klaman framförd av Kikki Danielsson & Roosarna på albumet En enda gång 1992
- Kvällens sista dans, skriven tillsammans med Martin Klaman framförd av Kikki Danielsson & Roosarna på albumet En enda gång 1992
- Natt efter natt, skriven tillsammans med Martin Klaman framförd av Kikki Danielsson & Roosarna på albumet En enda gång 1992
- Samma vindar, samma hav, skriven tillsammans med Martin Klaman framförd av Kikki Danielsson på albumet Vägen hem till dig 1991
- Sången över havet, skriven tillsammans med Martin Klaman, Lizette Pålssons bidrag till den svenska Melodifestivalen 1990
- Vi har ett eget paradis, skriven tillsammans med Martin Klaman framförd av Kikki Danielsson på albumet Vägen hem till dig] 1991
- Vägen hem till dig, skriven tillsammans med Martin Klaman framförd av Kikki Danielsson på albumet Vägen hem till dig 1991
- Julen är Härlig, Kikki Danielsson 1993, skriven tillsammans med Martin Klaman.
- En sång om evig kärlek, skriven tillsammans med Martin Klaman. Framförd av Lasse Stefanz.Landsvägens Cowboy, framförd av Tommy Bergmans, Mats Blads mm,siluetter,papiersklipp( Kim Larsen , av text Hasse Skoog, Framförd av Vikingarna

Jag och min Radio framförd av Tonix, skriven tillsammans med Michele Cupaiuolo (Mike Capone).
Sex Fot under, av text. Hasse Skoog framförd av Alf Robertson.